# Clube Recreativo e Atlético Catalano
El Clube Recreativo e Atlético Catalano és un club brasiler de futbol de la ciutat de Catalão a l'estat de Goiás.

## Història
El CRAC va ser fundat el 13 de juliol de 1931. Començà disputant torneigs locals i posteriorment començà a disputar el campionat goiano. El 1965 el club guanyà el seu primer campionat estatal de segona divisió, guanyant el de primera divisió dos anys després. Als anys 2000 repetí triomfs amb dos títols més de segona divisió (2001 i 2003) i nou campionat de primera el 2004.
Els seus colors són el blau cel i el blanc i la seva mascota un lleó.

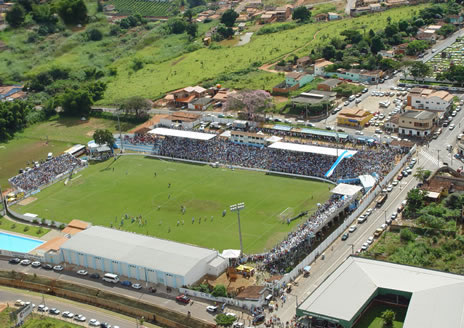
Estadi del CRAC.

## Palmarès
- 2 Campionat goiano: 1967, 2004
- 3 Campionat goiano de segona divisió: 1965, 2001, 2003